# Xenia, Ohio
Xenia [ˈziːnjə] är administrativ huvudort i Greene County i delstaten Ohio. Enligt 2010 års folkräkning hade Xenia 25 719 invånare.